# Валтер II фон Геролдсек
Валтер II фон Геролдсек (на немски: Walter II von Geroldseck; * пр. 1270; † 17 септември 1289 убит) е господар на Геролдсек в Ортенау.

## Произход
Той е син на Хайнрих I фон Геролдсек († 1296/1298) и първата му съпруга Елизабет фон Лихтенберг († сл. 1270), вдовица на Рудолф II фон Кенцинген († 1259), дъщеря на Хайнрих II фон Лихтенберг, фогт фон Страсбург († 1269), и Елизабет.
Баща му Хайнрих се жени втори път между 1260 и 1270 г. за графиня Агнес фон Велденц († сл. 1277), дъщеря наследничка на граф Герлах V фон Велденц († 1259/1260). След измирането на графовете на Велденц по мъжка линия през 1259 г. баща му се нарича граф на Велденц.
Брат е на Херман II фон Геролдсек († 2 юли 1298, битка при Гьолхайм), фогт на Ортенау, и полубрат на Георг I фон Геролдсек († 1347/сл. 1348), граф на Велденц, фогт в Шпайергау, и на Валрам († 1336), от 1328 г. епископ на Шпайер.
Валтер II фон Геролдсек е убит на 17 септември 1289 г.

## Фамилия
Валтер II се жени на 3 август 1270 г. за графиня Имагина фон Спонхайм-Кройцнах (* пр. 1270; † сл. 1305), дъщеря на граф Симон I фон Спонхайм-Кройцнах († 1264) и Маргарета фон Хаймбах/Хенгебах († 1291). Те имат един син:
- Йохан I фон Геролдсек (* пр. 1300; † 3 септември 1321), женен за графиня Анна фон Фюрстенберг († сл. 3 септември 1321), дъщеря на граф Фридрих I фон Фюрстенберг († 1296).